# St. Veit (Ursensollen)

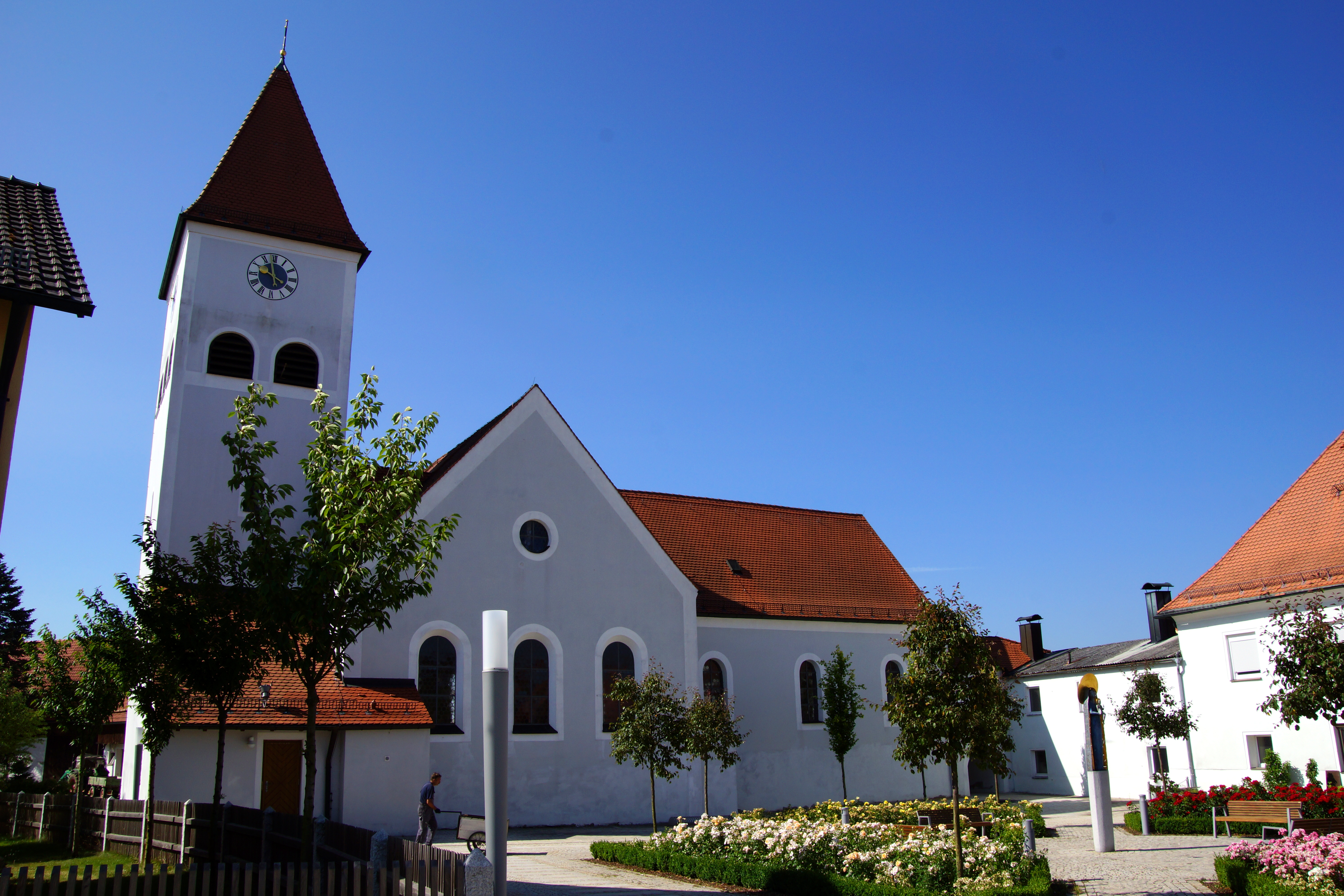
Pfarrkirche St. Veit in Ursensollen

Die römisch-katholische Pfarrkirche St. Vitus in der oberpfälzischen Gemeinde Ursensollen im Landkreis Amberg-Sulzbach von Bayern ist die Hauptkirche der katholischen Pfarrei St. Vitus in Ursensollen und gehört zum Bistum Eichstätt.

## Geschichte
Im Jahr 1323 wurde zum ersten Mal ein katholisches Gotteshaus St. Vitus in Ursensollen erwähnt. Es gehörte damals zur Pfarrei Pfaffenhofen bei Kastl. Durch Ottheinrich wurde mit dem Religionsmandat vom 22. Juni 1542 in seinem Herzogtum Pfalz-Neuburg die Reformation eingeführt, der auch die Kirche in Ursensollen unterzogen war. Bis heute wird sie als Simultankirche genutzt. 1712 wurde die alte Kirche eingerissen und bis 1715 neu aufgebaut.
1856 wurde in Ursensollen eine katholische Expositur errichtet und 1922 wurde Ursensollen zu einer eigenständigen Pfarrei.
Im Oktober 2002 verursachte das hochgiftige Sulfuryldifluorid, das zur Schädlingsbekämpfung in der Kirche eingesetzt worden war, den Tod eines Mannes und zudem schwere Verletzungen bei weiteren zehn Personen. Das Gas war von der Dorfkirche in die nebenan liegende Häuserzeile eingedrungen und hatte dieses Unglück ausgelöst.

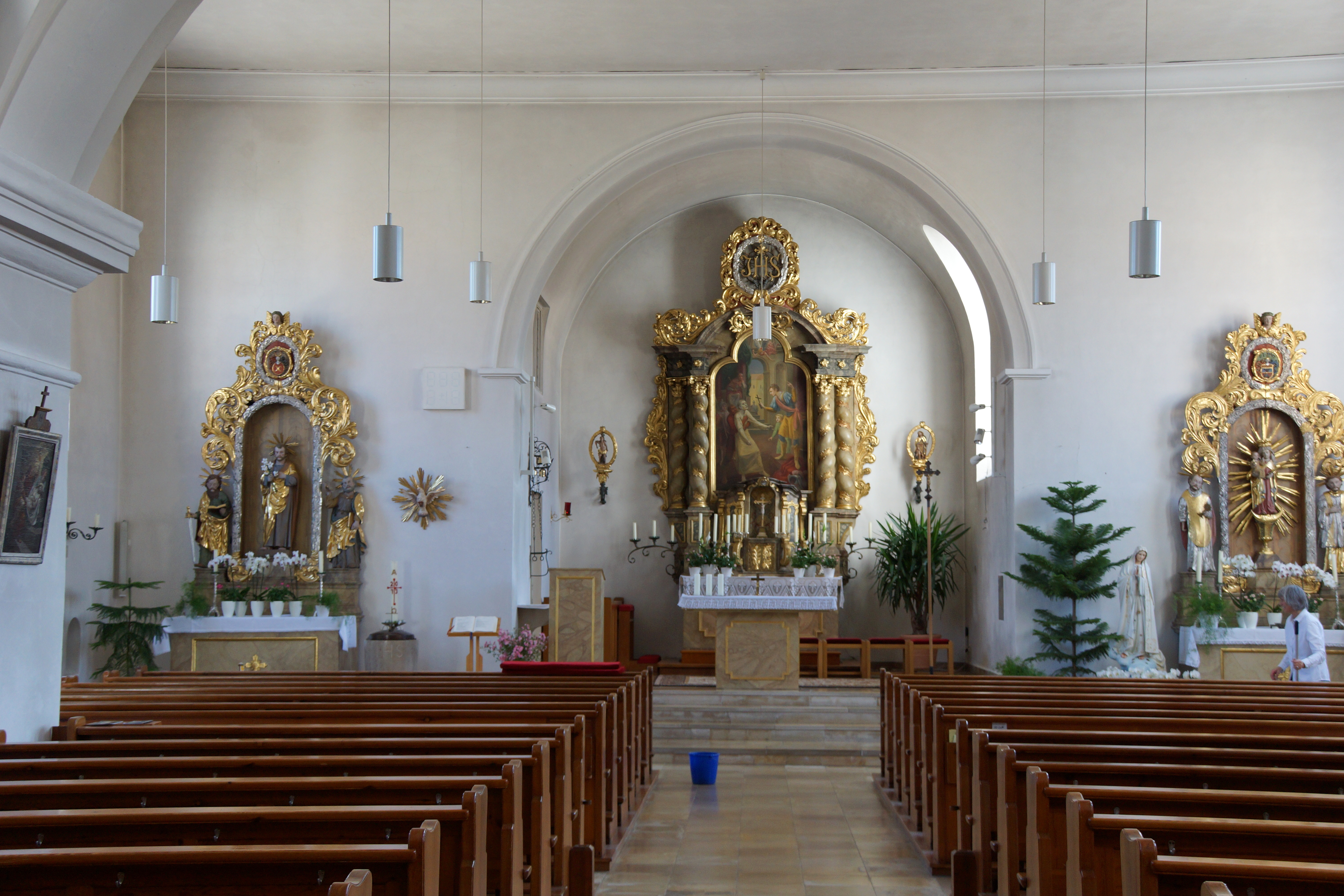
Innenraum der Kirche St. Veit in Ursensollen

## Architektur
Die Kirche ist ein verputzter Massivbau mit einem Satteldach, das dreijochige Langhaus wird dem frühen 18. Jahrhundert zugeschrieben. Sie besitzt einen eingezogenen Chor mit einem Joch und dreiseitigem Schluss. Das Langhaus ist mit Tonnengewölben und Spitzkappen sowie Wandpilaster ausgestattet; die Sakristei befindet sich nördlich vom Chor.
1955 wurde die Kirche um ein Querhaus und einen Chorturm mit Zeltdach erweitert, davor hatte es nur einen Dachreiter mit einem Spitzhelm. 1990 wurde die Kirche renoviert sowie der Kirchturm um fünf Meter erhöht.

## Ausstattung
Der Erbauer des Hochaltars von 1712 war Georg Wolfgang Donhauser aus Lauterhofen. Der von ihm geschaffene Hochaltar und die Seitenaltäre sind herausragende Beispiele von Akanthusaltären. Das Altarbild des Hauptaltars stellt den Heiligen Vitus dar. Auf dem linken Altar befindet sich eine bemalte Holzfigur von um 1740, die Maria mit dem Jesuskind darstellt.
An der Westwand finden sich drei Grabsteine, einer bezieht sich auf Georg Sigmund von Haller von Hallerstein auf Prackenstein, Buckenhof, Kalchreuth und Ursensollen, Pfleger zu Maria Wettingen († 6. Juni 1719), dann auf Barbara Maria von Hautzenberg, geb. Walserin von Syrnburg († 29. Mai 1758, 56 Jahre alt) und auf Joseph Ignaz von Thünefeld (* 1735, † 1737).

### Epitaph für Johann von Erckenprechtshausen

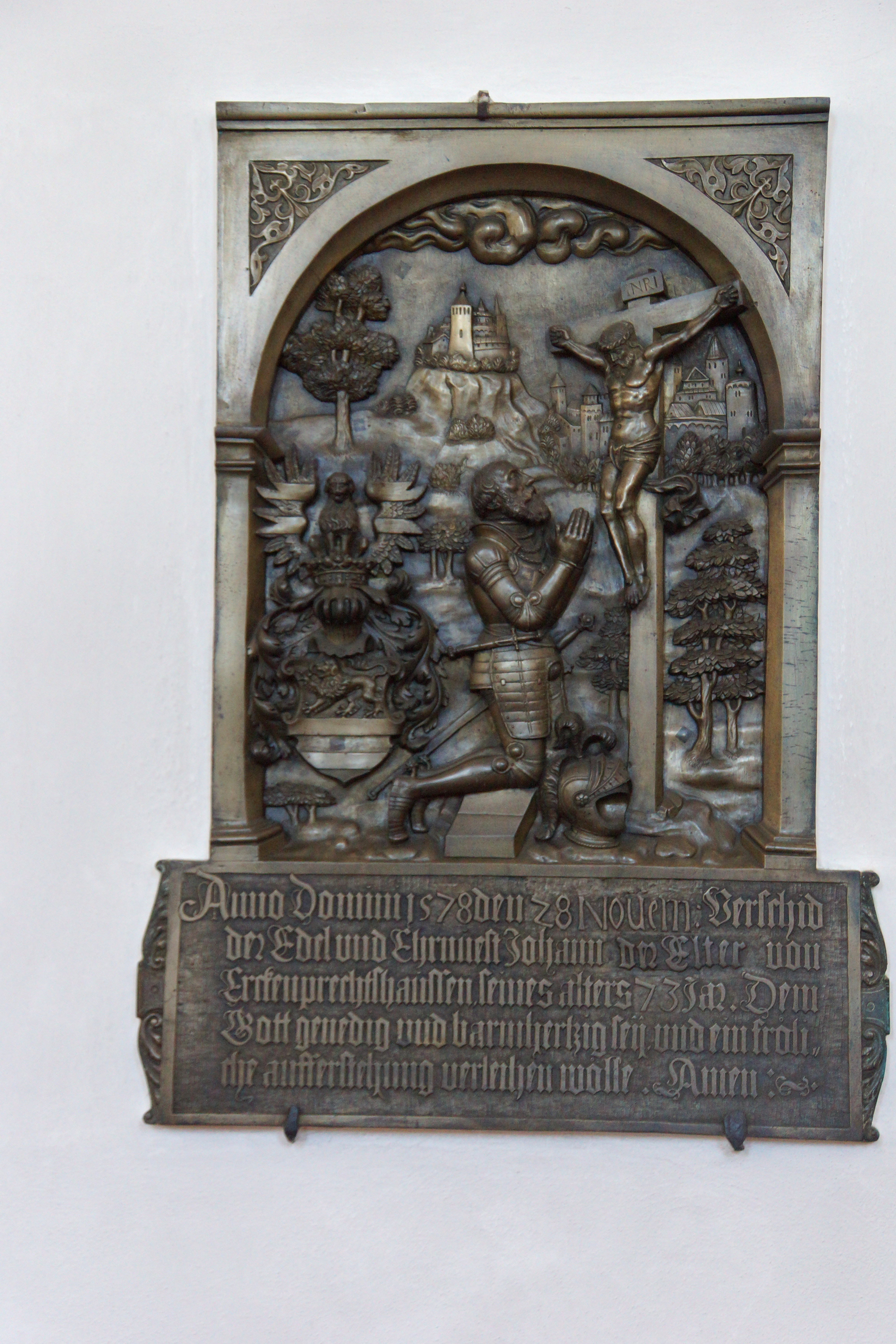
Epitaph des Hofmarksherrn Johann von Erkenbrechtshausen

Das bedeutendste Grabdenkmal in der Kirche ist das fast ein Meter hohe Messing-Epitaph des Johann von Erkenbrechtshausen. Es besteht aus zwei Teilen, einer in Renaissancemanier umrahmten Ädikula und einer sich darunter befindlichen breiten Textkartusche. Johann von Erkenbrechtshausen trägt einen Plattenharnisch und kniet demutsvoll vor dem Gekreuzigten. Der Helm steht mit geöffnetem Visier vor ihm auf dem Boden. Links daneben befindet sich sein Wappen; der geteilte Schild zeigt einen schreitenden Löwen mit hochgestelltem Schweif und unten zwei liegende Balken. Im Kleinod wird ein Löwe frontal zwischen zwei Schwingen dargestellt; die Helmdecke ist in Form von Akanthusranken gestaltet. Im Hintergrund sieht man eine parkähnliche Landschaft mit Baumgruppen und eine mauerumwehrte Stadt, welche das himmlische Jerusalem darstellt. Eine auf einem Berg gelegene Burg besitzt ebenfalls eine theologische Aussage, sie steht für den Glauben an Gott, der eine sichere Zuflucht (eine Burg) in der Stunde des Todes ist. Das Epitaph stammt aus der Renaissance, der Schrifttyp erinnert jedoch an die Gotik. Die Textkartusche, die auf den Seiten Rollwerk aufweist, unter der Ädikula weist in gotischen Lettern folgende Inschrift auf: Anno Domini 1578 den 28 Noüem: Verschid der Edel und Ehrnuest Johann der Elter von Erckenprechtshaussen, seines Alters 73 Jar. Dem Gott gnedig und barmhertzig sey, und ein fröliche aufferstehung verleihen wölle. Amen. Sterbedatum und Alter sind erst nachträglich eingefügt worden, ein Hinweis, dass das Epitaph bereits zu Lebzeiten des Hofmarksherrn angefertigt wurde. Der Messingguss entstammt Nürnberger Provenienz; wer ihn geschaffen hat, ist nicht bekannt, stilmäßig wird er mit dem Eichstätter Renaissancekünstler Loy Hering in Verbindung gebracht.

### Orgel

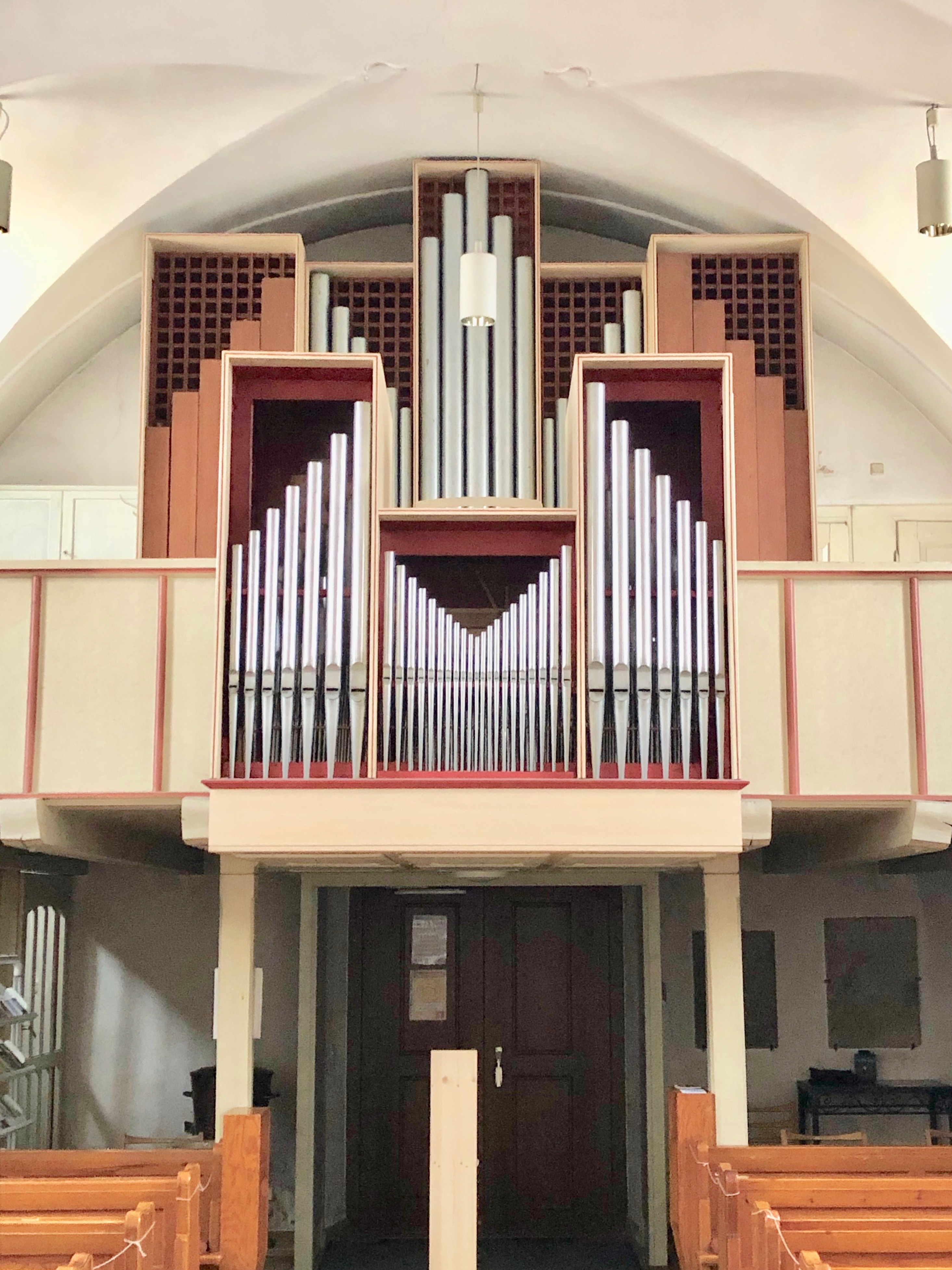
August W. Bittner-Orgel von 1958

Das einstige Orgelgehäuse von Johann Baptist Funtsch (1737) zeigte Akanthusschnitzwerk und das Ehewappen Thünefeld-Hautzenberg. Das derzeitige Instrument erbaute August Wilhelm Bittner II. im Jahr 1958 mit 15/II/P. Sie ist eine der vier Orgeln im Landkreis Amberg-Sulzbach mit Rückpositiv (so auch in Fürnried, Schwend, Großschönbrunn). Der Schweller im Rückpositiv wurde mittlerweile entfernt.

### Glocken
Die erste Glocke mit einem Durchmesser von 0,65 m weist folgende Umschrift auf: zv Gottes Lob Ehr vnd Dienst gehör ich / avs dem Guss flos ich Thoma paver zv Amberg / gohs mich A 1611, die zweite zeigt die Aufschrift Silvius Kleeblatt in Amberg, 1734.